# Assas
Assas település Franciaországban, Hérault megyében. Lakosainak száma 1430 fő (2022. január 1.). Assas Clapiers, Guzargues, Prades-le-Lez, Saint-Mathieu-de-Tréviers, Saint-Vincent-de-Barbeyrargues, Teyran és Le Triadou községekkel határos.

## Népesség
A település népességének változása:
| Lakosok száma | 352  | 815  | 992  | 1483 | 1496 | 1499 | 1520 | 1488 | 1483 | 1430 |
|               | 1968 | 1982 | 1990 | 2006 | 2013 | 2015 | 2017 | 2019 | 2020 | 2022 |